# BeastMaster, le dernier des survivants
BeastMaster, le dernier des survivants (BeastMaster) est une série télévisée en coproduction américaine/australienne/canadienne en 66 épisodes de 45 minutes, créée par Andre Norton et diffusée entre le 9 octobre 1999 et le 13 mai 2002 en syndication.
En France, la série a été diffusée sur AB1, TFX, Syfy (France) et TF6.

## Générique
D'une époque où la nature et la magie gouvernaient le monde, nous vient une légende extraordinaire. L'histoire d'un guerrier qui communique avec les animaux, qui combat la sorcellerie, et tout ce qui est contraire aux lois de la nature. Son nom est Dar, le dernier de sa tribu. On l'appelle aussi Beastmaster.

## Synopsis
Cette série d'heroic fantasy met en scène Dar, dernier survivant de sa tribu ayant le pouvoir de communiquer avec les animaux. À la recherche de sa bien-aimée Kyra, il doit affronter démons, sorciers et autres créatures malfaisantes.

## Distribution

### Acteurs principaux
- Daniel Goddard (VF : Nessym Guetat) : Dar
- Jackson Raine (VF : Damien Gillard ) : Tao
- Monika Schnarre (VF : Sophie Servais ) : La sorcière (épisodes 1 à 30 puis 45 à 58)
- Dylan Bierk : La sorcière (épisodes 32 à 44)
- Steven Grives (VF : Arnaud Léonard ) : Roi Zad   (récurrent saisons 1 et 2 + régulier saison 3)
- Marjean Holden : Arina (récurrente saison 2 + régulière saison 3)

### Acteurs secondaires
- Emilie de Ravin : Le démon Curupira
- Grahame Bond : L'Ancien
- Mel Rogan : Callista sœur de Zad
- Leah Purcell : L'Apparition (saison 3)
- Dai Paterson : Roi Voden (saison 2)
- Daniel Fitzgerald : Sharak
- Nick McKinless : Dengen
- Dominic Purcell : Kelb
- Natalie Mendoza : Kyra
- Marc Singer : Dartanus (saison 3)
- Simon Westaway : Baha
- Sam Healy (VF : Colette Sodoyez)[1] : Le démon Iara (Saison 2)
- Jeremy Callaghan : Balcifer (Saison 3)

## Personnages

### Humains
- Dar

Dar est une personne débrouillarde, proche de la nature et de ses habitants avec qui il entretient une relation fusionnelle. Sa tribu les Soulas ont été exterminés par les Terrons. Il est l'un des rares à avoir survécu avec Kyra qui a été enlevée. Il peut parler, convaincre et voir à travers les animaux.
- Le père de Dar

Le démon Curupida le connaissait et lui avait donné une partie de ses pouvoirs. 
- Tao (signifiant le Chemin) (Première apparition : Saison 1 épisode 1 / Dernière apparition : Saison 3 épisode 22 )

Il rencontre Dar alors qu'il s'était caché dans des feuillages pour ne pas être de nouveau prisonnier. Il a pu apprendre de Kyra qui était Dar ainsi que ses origines. Tao décide de se joindre à l'aventure.
- Roi Zad  (Première apparition : Saison 1 épisode 1 / Dernière apparition : Saison 3 épisode 22 )

Il est le chef des Terrons et il  souhaite épouser Kyra pour qu'elle soit sa reine. C'est un homme chauve cruel.   
- La Sorcière (Première apparition : Saison 1 épisode 1)

Elle était l'élève de l'Ancien avec Sharak. Elle a proposé à Sharak d'unir leur magie et de régner à la place de l'Ancien. La Sorcière s’intéresse à tout ce qui est magique : l'enfant caméléon, le minotaure, le don de Dar. Elle se sert d'un bassin d'eau pour voir des choses dont le Beastmaster.  
Ses pouvoirs sont : 
- changer d'apparence 
- enlever une personne   
- utiliser une ombre  
- L'Ancien (Première apparition : Saison 1 épisode 1)

Il déteste l'amour à cause notamment de ses deux disciples préférant l'obéissance. Il a transformé Sharak en aigle et il a utilisé un sort sur la sorcière pour qu'elle oublie Sharak afin de les séparer. Il semble avoir des pouvoirs illimités. Il porte un cristal magique sur le côté gauche en haut de son crâne.    
Ses pouvoirs sont : 
- Marcher dans le vide 
- faire apparaître son visage en grand dans le ciel 
- disparaître 
- Rajeunir
- Transformer Sharak en humain et le retransformer en animal. 
- se cloner avec des illusions 
- Curupida (Première apparition : Saison 1 épisode 6)
Elle a donné une partie de ses pouvoirs au père de Dar et à Dar. Elle se gave des personnes qui sont malveillants avec les animaux. Elle a sauvé la vie à Dar dans le passé. C'est elle qui a dit à Dar que Kyra était vivante et emprisonné par Dar.

- Balcifer  (Première apparition : / Dernière apparition : Saison 3 épisode 22 )
- Bara l'esclavagiste (Première apparition : / Dernière apparition )

Il a des griffures au visage et il a des difficultés à marcher (il a besoin d'un appui). 

### Peuples
Les Soulas
Les Terrons
Ils sont les antagonistes primaires de la série. On les reconnaît facilement à leur tenue sombre avec des ossements. 

### Animaux
- Codo la fouine : Il est casanier. Dar l'a recueilli car il est venu jusqu'à lui après avoir été exclu par ceux de son espèce.
- Podo la fouine : Il n'arrête pas de manger. Dar l'a recueilli car il est venu jusqu'à lui après avoir été exclu par ceux de son espèce.
- Sharak L'aigle :Il est d'un grand âge. Un sorcier (L'Ancien) lui a ôté la faculté de mourir. Il a une sagesse importante. On apprend dans l'épisode 12 qu'il voulait créer la vie. La Sorcière et lui étaient très proche. Ils étaient élèves de l'Ancien avant sa transformation.
- Roux : C'est un tigre à fourrure rousse avec des rayures
- Slayer : C'est un loup

## Épisodes

### Première saison (1999-2000)
Cette première saison traite de Dar qui souhaite récupérer Kyria sa bien aimée capturé par le Roi Zad et ses sbires.
| Épisodes                                                     | Acteurs                                                                                       | Descriptions |
| ------------------------------------------------------------ | --------------------------------------------------------------------------------------------- | --- |
| Épisode 1 : À la recherche de Kyria (The Legend Continues)   | Daniel Goddard, Natalie Mendoza, Jackson Raine, Monika Schnarre, Grahame Bond, Steven Grives  | Dar repère grâce à la vision de l'aigle où se trouve Kyra. Il pénètre dans l'arène meurtrière des Terrons où il affronte des soldats mais ne parvient pas à la délivrer car durant le combat elle a été amenée contre sa volonté. Il fait néanmoins connaissance de Tao, un des prisonniers qu'il a sauvé in extremis d'un tigre sauvage . Pendant ce temps, une sorcière maléfique s’intéresse de très près à Dar et a son don unique. Après qu'ils ont eu le temps de faire connaissance, Tao accepte d'aider Dar à retrouver Kyra avec qui il était prisonnier. Kyra fait connaissance de du Roi Zad. La Sorcière prend l'apparence d'une jeune femme innocente et piège Dar dans une sorte de petit temple. Dar fait face à une créature surnaturelle lançant des boules de flammes. Il en réchappe. Dar parvient jusqu'au campement. La première tentative l'amène à Kyra cependant il est rendu aveugle momentanément par une statue de serpent piégée et la deuxième rencontre la Sorcière sous sa véritable apparence qui refait apparaître sa créature. |
| Épisode 2 : Obsession (Obsession)                            | Daniel Goddard, Jackson Raine, Natalie Mendoza, Monika Schnarre,                              | Dar et Tao viennent en aide à un Terron banni. La sorcière va joué un nouveau vilain tour. Le Terron banni va prétendre venir pour Kyra oubliant la femme qu'il aimait. Dar et lui vont se battre. Les deux se feront capturés par les Terrons. |
| Épisode 3 :L’Ile des châtiments (The Island)                 | Daniel Goddard, Jackson Raine,                                                                | À la suite d'une fausse accusation, Tao est envoyé sur l'île des Châtiments qui est le territoire des hommes chauves souris attaquant tous ceux qui s'y trouvent. |
| Épisode 4 : La Vérité (A Simple Truth)                       | Daniel Goddard, Jackson Raine, Natalie Mendoza, Monika Schnarre, Steven Grives                | Dar empêche un homme de tuer un loup. Ce dernier lui dérobe son arme avant de disparaître dans la forêt. |
| Épisode 5 : Le Barbare de Macodia (Amazons)                  | Daniel Goddard, Jackson Raine, Gigi Edgley, Simone Kessel, Angie Milliken,                    | Un homme puissant surprend un couple illégitime à ses yeux. Il tue l'homme et condamne la femme à mort en l'amenant avec lui. Une espionne assiste et la scène et part prévenir sa reine. |
| Épisode 6 : Le Démon Curupira (The Demon Curupira)           | Daniel Goddard, Jackson Raine, Emilie de Ravin, Natalie Mendoza,                              | Un jeune indigène voit son groupe de chasseurs défaite par une femme démoniaque qui protège les animaux. Elle compte s'en prendre à ce dernier. Il doit apprendre à sa tribu à coexister avec la nature sinon ils seront tous décimés. Remarque : on découvre comment le Beastmaster a obtenu son don. |
| Épisode 7 : L'Honneur d'une guerrière (The Umpatra)          | Daniel Goddard, Jackson Raine, Emilie de Ravin, Grahame Bond                                  | Dar et Tao enquêtent sur une mort inhabituelle d'un éléphant. Remarque : L'Ancien a rajeuni grâce à ses pouvoirs. |
| Épisode 8 : La Dernière Licorne (The Last Unicorns)          | Daniel Goddard, Jackson Raine, Grahame Bond, Monika Schnarre, Steven Grives                   | Des Terrons viennent s'en prendre aux licornes d'une princesse pour dérober leur corne. Les hommes d'un chancelier capturent Tao et Dar pensant qu'ils sont des chasseurs. Remarque : Le Labyrinthe Saison 1 de la série télévisée Merlin traite également de la mort de Licornes et un Labyrinthe est vu aussi. |
| Épisode 9 : La Vengeance du Prince Ketzwayo (Circle of Life) | Daniel Goddard, Jackson Raine,                                                                | |
| Épisode 10 : L’Énigme de la nymphe (Riddle of the Nymph)     | Daniel Goddard, Jackson Raine,                                                                | |
| Épisode 11 : Voyage au Valhalla (Valhalla)                   | Daniel Goddard, Jackson Raine, Emilie de Ravin,                                               | |
| Épisode 12 : Dressé pour tuer (The Slayer)                   | Daniel Goddard, Jackson Raine, Monika Schnarre, Grahame Bond                                  | Dar croise dans la forêt une femme et un loup. La Sorcière découvre une discussion surprenante avec Sharak dans leur passé. |
| Épisode 13 : Le Labyrinthe (The Minotaur)                    | Daniel Goddard, Jackson Raine, Monika Schnarre, Grahame Bond                                  | L'Ancien a offert au Roi Zad un minotaure. La Sorcière s’intéresse de près à la bête ainsi qu'une autre personne de l'épisode précédent. |
| Épisode 14 : Le Fanatique (The Guardian)                     | Daniel Goddard, Jackson Raine, Monika Schnarre, Grahame Bond, Steven Grives                   | La Sorcière tente de s'en prendre à son Maître L'Ancien qui déjoue ses projets et retourne son sort contre elle. |
| Épisode 15 : L’Enfant caméléon (The Chameleon)               | Daniel Goddard, Jackson Raine, Monika Schnarre, Steven Grives, Grahame Bond,                  | Le Roi Zad apprend par un rêve prémonitoire de la part de la Sorcière qu'un enfant peu ordinaire causera sa perte. |
| Épisode 16 : Le Pacte diabolique (A Devil's Deal)            | Daniel Goddard, Jackson Raine,                                                                | |
| Épisode 17 : Les Larmes de la mer (Tears of the Sea)         | Daniel Goddard, Jackson Raine,                                                                | |
| Épisode 18 : Le Phénix d'or (The Golden Phoenix)             | Daniel Goddard, Jackson Raine,                                                                | |
| Épisode 19 : Beauté fatale (Gemini)                          | Daniel Goddard, Jackson Raine,                                                                | Tao et Dar rencontrent deux individus étranges fusionnelles qui semblent se servir de lianes pour éliminer leurs victimes. |
| Épisode 20 : Sauvetage (Rescue)                              | Daniel Goddard, Jackson Raine,                                                                | Le Roi Zad suspecte son général de tenter de le renverser. Il essaye de savoir combien de comploteurs sont impliquer. |
| Épisode 21 : Révélations (Revelations)                       | Daniel Goddard, Jackson Raine, Natalie Mendoza, Monika Schnarre, Steven Grives, Grahame Bond, | L'Ancien plonge le Beastmaster et la Sorcière dans un endroit particulier afin que Dar sache que son monde risque de changer radicalement. |

### Deuxième saison (2000-2001)
| Épisodes                                            | Acteurs                                                                                                   | Descriptions |
| --------------------------------------------------- | --- | --- |
| Épisode 1 : Les Créatures d'un autre âge (Manlinks) | Daniel Goddard, Jackson Raine, Monika Schnarre, Graham Bond, Emilie de Ravin, Marjean Holden              | La tribu des humanoïdes (des hybrides hommes singes) a enlevé Tao et Zad les recherche car ils s'en sont pris à ses hommes. Remarques : introduction du personnage d'Arina et Zad rencontre pour la première fois Curupira. |
| Épisode 2 : (Iara)                                  | Daniel Goddard, Jackson Raine, Sam Healy                                                                  | |
| Épisode 3 : Le Mauvais sort (Seer)                  | Daniel Goddard, Jackson Raine, Marjean Holden Monika Schnarre, Graham Bond, Steven Grives,                | |
| Épisode 4 : Orpheo (Orpheo)                         | Daniel Goddard, Jackson Raine, Graham Bond, Sam Healy, Marjean Holden                                     | |
| Épisode 5 : Xinca (Xinca)                           | Daniel Goddard, Jackson Raine, Monika Schnarre, Graham Bond, Dai Paterson, Steven Grives, Marjean Holden, | Remarque : Introduction du personnage du Roi Voden |
| Épisode 6 : Le Défi de Tao (Ghosts of the Forest)   | Daniel Goddard, Jackson Raine,                                                                            | |
| Rivalité fraternelle (Rage)                         | Daniel Goddard, Jackson Raine,                                                                            | |
| Le Tigre blanc (White Tiger)                        | Daniel Goddard, Jackson Raine,                                                                            | |
| Arkon (Heart Like a Lion)                           | Daniel Goddard, Jackson Raine,                                                                            | |
| Le Tigre de Tasmanie (Gone)                         | Daniel Goddard, Jackson Raine,                                                                            | |
| Golgotha (Golgotha)                                 | Daniel Goddard, Jackson Raine,                                                                            | |
| Le Frère de Tao (Tao's Brother)                     | Daniel Goddard, Jackson Raine,                                                                            | |
| L'Enfant sauvage (Wild Child)                       | Daniel Goddard, Jackson Raine,                                                                            | |
| Le Peuple lion (Mate for Life)                      | Daniel Goddard, Jackson Raine, Steven Grives,                                                             | Une femme dans la forêt Lisa est poursuivie par un homme de sa tribu ayant une force prodigieuse. |
| Centaures (Centaurs)                                | Daniel Goddard, Jackson Raine, Dai Paterson, Grahame Bond, Dylan Bierk,                                   | Dar est troublé par un archer à cheval accompagné d'une femme blonde. |
| Anubis (Fifth Element)                              | Daniel Goddard, Jackson Raine, Bruce Spence, Sam Healy, Grahame Bond, Dylan Bierk,                        | Tao libère par mégarde Anubisaux pouvoirs terrifiants. Remarque : Dans cet épisode, Tao se métamorphose en animal |
| Sans pouvoir (A Terrible Silence)                   | Daniel Goddard, Jackson Raine, Sam Healy, Grahame Bond, Dylan Bierk,                                      | Iara enlève la faculté de Dar car une personne qu'il a sauvé a tué un daim. L'Ancien n’approuve pas ce qu'elle a fait. |
| Vengeance tombée du ciel (Birds)                    | Daniel Goddard, Jackson Raine, Sam Healy,                                                                 | Des groupes d'oiseaux attaquent régulièrement un couple.Tao et Dar vont se rendre chez une guérisseuse d'oiseau pour soigner Sharak.                                                                                        |
| Mydoro, la cité des morts (Mydoro)                  | Daniel Goddard, Jackson Raine,                                                                            | |
| Le Jeu de la mort (Game of Death)                   | Daniel Goddard, Jackson Raine,                                                                            | |
| Naissance à haut risque (Regeneration)              | Daniel Goddard, Jackson Raine,                                                                            | |
| Le Choc des titans (Clash of the Titans)            | Daniel Goddard, Jackson Raine, Steven Grives, Dylan Bierk,                                                | Le Roi Voden et le Roi Zad cherchent à avoir tous leurs atouts dans leurs manche avant de se livrer une guerre sans merci. Remarque : dernière apparition de la nouvelle sorcière                                           |

### Troisième saison (2001-2002)
Cette troisième saison traite principalement sur les origines de Dar qui serait liées à une civilisation ancienne et à sa famille biologique.
| Épisodes                                       | Acteurs                                                                                                  | Descriptions |
| ---------------------------------------------- | --- | --- |
| Épisode 1 : La Légende oubliée (Legend Reborn) | Daniel Goddard, Jackson Raine, Marc Singer Steven Grives Monika Schnarre                                 | Dar croise un certain Dartanus alors qu'il allait aidé des innocents en danger. Ce dernier lui montre un étrange symbole en forme de X dans sa main avant de disparaître comme par magie. Zad quant à lui s'est installé à Xinca. Remarque : Introduction des personnages de Dartanus et de Balcifer (En entendant seulement sa voix grave) . La première sorcière sort de sa prison que l'Ancien avait créée pour elle. |
| L'Arche de cristal (Crystal Ark)               | Daniel Goddard, Jackson Raine,                                                                           | |
| L'Élu (Chosen One)                             | Daniel Goddard, Jackson Raine,                                                                           | |
| La Femme tigre (Veil of Death)                 | Daniel Goddard, Jackson Raine,                                                                           | |
| Promesses trompeuses (Prize)                   | Daniel Goddard, Jackson Raine,                                                                           | |
| Mémoires de tigre (Tiger Tiger)                | Daniel Goddard, Jackson Raine,                                                                           | |
| Sacrifice pour l'éternité (Slayer's Return)    | Daniel Goddard, Jackson Raine,                                                                           | |
| Le Chevalier de Hiva (Destiny)                 | Daniel Goddard, Jackson Raine,                                                                           | |
| Le Baiser mortel (Serpent's Kiss)              | Daniel Goddard, Jackson Raine,                                                                           | |
| L'Oryx d'or (Dispossessed)                     | Daniel Goddard, Jackson Raine,                                                                           | |
| Retour sur le passé (Turning Point)            | Daniel Goddard, Jackson Raine,                                                                           | |
| La Vengeance de Nolos le terrible (The Hunter) | Daniel Goddard, Jackson Raine,                                                                           | |
| Le Jardin des statues (Turned To Stone)        | Daniel Goddard, Jackson Raine,                                                                           | |
| La Caverne aux connaissances (Sisters)         | Daniel Goddard, Jackson Raine,                                                                           | |
| Le Pacte d'Eldar (The Alliance)                | Daniel Goddard, Jackson Raine,                                                                           | |
| Le Procès (The Trial)                          | Daniel Goddard, Jackson Raine,                                                                           | |
| La Voie du sang (The Devil You Know)           | Daniel Goddard, Jackson Raine,                                                                           | |
| L'Épée Balcifer (Double Edged)                 | Daniel Goddard, Jackson Raine,                                                                           | |
| Le Grand Défi (Rites of Passage)               | Daniel Goddard, Jackson Raine,                                                                           | |
| L'Oiseau d'or (End Game)                       | Daniel Goddard, Jackson Raine, Jeremy Callaghan                                                          | |
| L'Éclipse (A New Dawn)                         | Daniel Goddard, Jackson Raine, Marjean Holden, Jeremy Callaghan, Steven Grives, Marc Singer, Ivar Kants, | Balcifer a récupéré la clé de l'arche de cristal où se trouve la famille du Beastmaster. Dar livre un ultime duel contre le seigneur du Mal. Il part ensuite rejoindre sa famille dans un royaume lointain laissant Tao et Arina derrière lui. Roux et Sharak viennent avec lui. |

## Commentaires
- Marc Singer (V : les Visiteurs) a interprété le rôle de Dar dans le film dont est inspirée la série, Dar l'invincible et dans ses suites Dar l'invincible II - La porte du temps ainsi que Dar l'invincible III : L'Œil de Braxus.